# Cortinariaceae
Cortinariaceae es una gran familia de hongos del orden Agaricales. Esta familia contiene 33 géneros y 2.100 especies, reconocidas científicamente.
Muchos géneros que están aprobados en esta familia, se pueden encontrar además en las familias de hongos Hymenogastraceae, Inocybaceae y Bolbitiaceae, ello se debe a que son anteriores a esta clasificación científica.

## Géneros
- Anamika
- Aroramyces
- Chromocyphella
- Cortinarius
- Crepidotus
- Cribbea
- Cuphocybe
- Descolea
- Episphaeria
- Flammulaster
- Galerina
- Gymnopilus
- Hebelomina
- Inocybe
- Kjeldsenia
- Leucocortinarius
- Mackintoshia
- Melanomphalia
- Mycolevis
- Nanstelocephala
- Pellidiscus
- Phaeocollybia
- Phaeomarasmius
- Phaeosolenia
- Pseudogymnopilus
- Pyrrhoglossum
- Rapacea
- Rozites
- Simocybe
- Stagnicola
- Stephanopus
- Thaxterogaster
- Tubaria

## Toxicidad
Se encuentran en todo el mundo, muchas de las especies son tóxicas y poseen una toxina llamada orellanine, no se recomienda el consumo de hongos de esta familia.